# Vernai
Vernai è una frazione del comune italiano di Viù, nella città metropolitana di Torino, in Piemonte.

## Monumenti e luoghi d'interesse

### Chiesa di San Mattia Apostolo
La chiesa di San Mattia Apostolo è situata al centro del borgo ed è stata edificata nella prima metà del XVII secolo; la prima attestazione della chiesa è nella visita pastorale del 1674. Il piccolo edificio di culto, a pianta centrale, possiede una facciata scandita da lesene al cui interno, nell'abside, è conservata la pala d'altare raffigurante Mattia apostolo accanto al Cristo trionfante. Ai fianchi dell'altare maggiore due nicchie a botte contengono le statue di Maria Vergine di Lourdes (a sinistra) e Mattia apostolo (a destra), costruite dall'artigiano Giulio Perenno.
La cantoria lignea sovrasta la porta di ingresso.
La torre campanaria contiene la campana seicentesca nota come "Cioca d'l Vernai", in piemontese "Campana del Vernai".